# Olivier van Noort
Olivier van Noort, a vegades en castellà, Oliverio van Noort, (Utrecht, ca. 1558 - Schoonhoven, 22 de febrer de 1627), va ser un navegant, explorador i pirata i també el primer neerlandès a circumnavegar el món.

## Biografia

### Primers anys
Olivier van Noort va néixer el 1558 a Utrecht, Països Baixos. Després d'haver navegat durant la seva joventut passà a regentar una posada de Rotterdam.

### El viatge de van Noort

#### Antecedents: pirateria neerlandesa
En el context de les lluites d'emancipació de les Províncies Unides dels Països Baixos, alguns comerciants del país van començar a armar expedicions cap a les mars del Sud, a través de l'estret de Magallanes, per tal d'atacar les possessions espanyoles a l'oceà Pacífic i comerciar amb la Xina i les illes de les Espècies. Les rutes cap a l'Índia havien estat descobertes pels portuguesos i els espanyols, que les controlaven. Com les Províncies Unides dels Països Baixos i Espanya estaven en guerra, alhora que Portugal havia estat annexionat per Espanya el 1580 i, per tant, era enemic de la República, es van fer diversos intents per trobar rutes alternatives cap a l'Índia. Els viatges cap al nord de Willem Barentsz (1594, 1595 i 1597) i Henry Hudson (1607, 1608–09 i 1610–11) en van ser exemples. Una flota comandada per Jacob Mahu havia salpat pocs mesos abans del viatge de Van Noort per explorar la ruta per Amèrica del Sud.
L'objectiu dels neerlandesos era doble, comercial i militar. Como les espècies no estaven a l'abast des que Portugal fou annexionat per Espanya, la ruta que va emprar Van Noort per les espècies era la mateixa que emprà Fernando de Magallanes.

#### Empresa de Peter Van Beveren
En una expedició organitzada per la Magelhaensche Compagnie, Peter Van Beveren Huyg Gerritz, John Benninck i cofinançada pels comerciants de Rotterdam, Van Noort va ser escollit per dirigir un dels primers viatges dels Països Baixos cap a les Índies. Van Noort tenia 30 anys i si com a navegant tenia certa experiència, com a comerciant no en tenia gens. L'expedició constava de quatre naus: el Mauritius, de 275 tones, l'Hendrik Frederick, de 375 tones, i dos iots, de prop de 50 tones cadascun, l'Eendracht i l'Esperance; i 248 homes ben proveïts. Els crítics de l'expedició van observar que els vaixells estaven mal equipats, sobretot pel que fa a armament i que la tripulació estava desorganitzada i no tenia experiència. Van Noort s'embarcà a bord del Mauritius com a almirall; Claazs ho va fer al Henry Frederick, com a vicealmirall; Peter de Lint comandava k' Endracht i John Huidecooper l'Esperance.

#### Partida

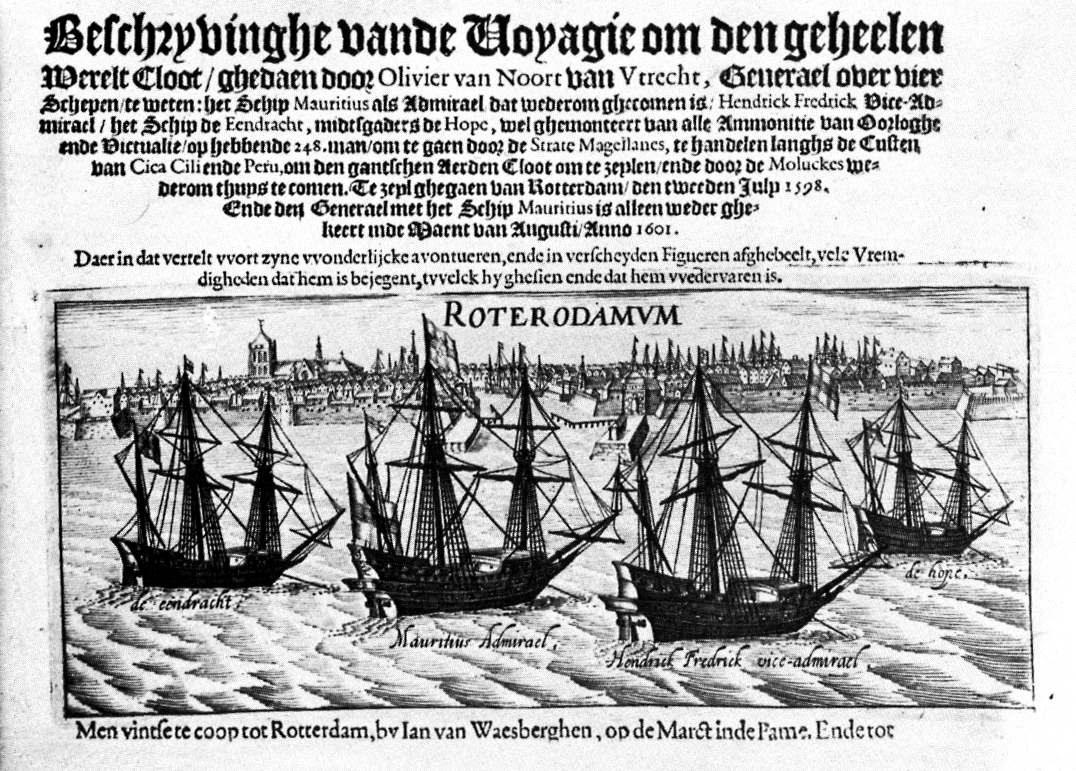
Portada del llibre Beschryvinghe van de Voyagie om den geheelen Werelt Cloot d'Olivier van Noort

La flota va salpar de Rotterdam, el 13 setembre 1598. Gairebé immediatament després de salpar la conducta arrogant del vicealmirall Jacob Klaasz Ilpendam provocà descontentament entre la tripulació i 7 homes van abandonar els vaixells en dos llaguts. En parar al port de Plymouth van agafar un pilot anomenat Mellish, que havia navegat amb Thomas Cavendish al voltant del món.
Van seguir la costa occidental d'Àfrica durant el desembre, arribant a l'illa de Príncipe, a l'oest de Gabon, on van perdre alguns homes en combat amb els portuguesos mentre s'aprovisionaven d'aigua dolça. Entre les baixes hi havia el seu germà Cornelio Van Noort, el pilot Melis, Daniel Goerritzs i Joan de Bremen. Van Noort intentà venjar la mort del seu germà, però fou refusat per uns ben fortificats portuguesos. Després d'un intent de rebel·lió, Van Noort el 25 de desembre de 1598 abandonà a la costa africana al pilot Hans Volkerts, en una platja del continent al davant l'illa de Príncipe.

#### Travessia de l'oceà Atlàntic
Pocs dies després, el 5 de gener de 1599 veieren Annobón, redreçant la ruta i començant a creuar l'Atlàntic, per arribar a la barra de la badia de Guanabara, a la capitania de Rio de Janeiro, el 9 de març, on novament foren expulsats pels portuguesos. Es dirigiren a l'illa de Santa Clara, a la costa brasilera, disposats a passar l'hivern. L'Eendracht va ser cremat perquè no estava en condicions de navegar i a allà van trobar fruita en quantitat que va ajudar a la tripulació a recuperar-se de l'escorbut.
Reprengueren el viatge el 2 juny de 1599 i després d'un viatge amb mal temps van arribar el 20 de setembre a Puerto Deseado, a la costa de la Patagònia, on van fondejar per reparar els danys i reposar provisions. Caçaren pingüins i foques que van conservar en sal. Van romandre allí durant més d'un mes, perdent 3 homes en combats amb els nadius.

##### Arribada a l'estret de Magallanes

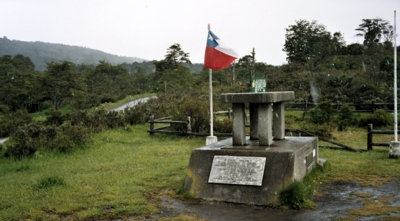
Monument a Puerto del Hambre.

El 4 de novembre la flota va arribar a l'estret de Magallanes, amb mal temps. Després de diversos intents, finalment la flota va aconseguir internar-se a l'estret el 23 de novembre. Poc després van fondejar a Puerto del Hambre, on no quedava cap resta de l'antic emplaçament espanyol. La flota desembarcà a la costa nord de l'estret, on els selknam els ocasionaren importants baixes. Poc després van fondejar entre les illes Penguin, on van descobrir successivament les badies Olivier, Mauricio i Henry, sense poder explorar la darrera per culpa del gel. El segon de Van Noort, Jacob Claasz intentà desertar, però fou sorprès pels seus propis homes i sotmès a consell de guerra, que el condemnà a ser abandonat a la platja de Puerto del Hambre, cosa que fou feta el 26 de gener de 1600. Mai més es va saber res de Claasz. Peter de Lint fou nomenat el nou vicealmirall.
El 16 de desembre es van trobar amb el vaixell comandat per Sebald de Weert, de la flota de l'almirall Jacob Mahu. Sebald de Weert, mancat de provisions i a causa del mal temps, havia perdut el contacte amb la flota i havia passat 5 mesos a l'estret. Intentà unir-se a Olivier van Noort però va fracassar i després va navegar de tornada als Països Baixos.

#### Entrada a l'oceà Pacífic

Mapa de l'illa, situada prop de la costa xilena.

El 29 de febrer de 1600 la flota deixà l'estret de Magallanes i entrà a l'oceà Pacífic navegant amb sols dues de les naus originals, el Mauritius i l'Endracht, tot resseguint les costes de Xile i Perú. Dels 248 tripulants originals sols en quedaven uns 147 homes.
Aquí Olivier van Noort va perdre el contacte amb el Frederick Henry. Fins al 12 de març el Mauritius i l'Endracht van esperar en va el vaixell, per tot seguit navegar cap al nord fins a l'illa Mocha, on van aprovisionar-se. Allà va ser rebut amistosament pels maputxes de l'illa durant tres dies. L'ajuda que els van donar els maputxes va fer que el governador Jerónimo de Quiroga ordenés despoblar l'illa, cosa que va ser una realitat entre 1685 i 1687. L'Henry Frederick va seguir pel seu propi compte i, finalment, va creuar el Pacífic el febrer de 1601, arribant a les platges de la costa de Ternate, a les illes Moluques.
L'abril de 1600 la flota va continuar endinsant-se al mar del Sud, on es van trobar amb dos vaixells que s'havien salvat de l'expedició de Jacob Mahu i que es trobaven en aquell moment sota el comandament de Simon de Cordes. Un d'aquests vaixells, comandat per Jurien Van Bockholt, s'havia internat pels voltants d'Arauco, on fou ben acceptat pels indígenes, però posteriorment foren atacats mentre estaven borratxos, tot assassinant al capità i diversos homes. Aquells mateixos homes, comandats després per Baltazar Cordes, nebot de Mahu, es van dirigir a Castro on van assaltar la ciutat aliats amb alguns indígenes, però sent contraatacats pels espanyols de l'illa foren capturats pel coronel Francisco de Ocampo.
A l'illa de Santa Maria, prop de Concepción (ciutat xilena), van capturar el galió Buen Jesús, comandat pel capità Francisco Ibarra, que en veure la superioritat de l'enemic, va llançar al mar 52 caixes d'or en pols, de 4 arroves cadascuna i 500 barres també d'or, que juntes sumaven 1.200 lliures, sent aquesta l'única narració que vincula un tresor reial i Van Noort. Per confessions dels presoners, els pirates descobriren que el virrei del Perú, Luis de Velasco, havia despatxat al seu nebot Juan Velasco amb una esquadra a esperar-los al cap de San Francisco, a Panamà, on es dirigia Van Noort a saquejar naus mercants. El pilot del Buen Jesús, Juan Sandoval fou emprat pels neerlandesos per creuar el Pacífic i una vegada ja no el necessitaven fou assassinat.
L'expedició s'abastí d'aigua a Algarrobo i El Quisco, per tot seguit atacar Valparaíso el 28 de març, cremant tres vaixells i capturant-ne dos més. L'1 d'abril van entrar a Huasco. El 5 d'abril alliberaren al capità del Buen Jesús Francisco de Ibarra retenint al pilot Juan Sandoval i a dos esclaus negres. El 6 d'abril el mariner Hans Dircksz de Leiden fou jutjat i afusellat per robar pa a altres mariners. El 7 d'abril els neerlandesos incendiaren el vaixell Los Picos amb la meitat de la seva càrrega a l'interior, i l'endemà marxaven cap al nord.

#### La travessa del Pacífic
La flota després d'atacar Arica, a mitjans de 1600, i el Callao, on van capturar 5 naus i obtingueren un botí de 60 tones, va salpar cap a les Illes Ladrones, on arribaren el setembre de 1600. Continuaren cap a l'illa de Guam i les illes Filipines, on arribaren el 16 d'octubre. Després d'haver perdut dos vaixells a les Filipines per una tempesta, l'Eendracht va ser enfonsat per un vaixell espanyol a la badia de Manila, ja que el governador Francisco de Meneses Brito havia enviat l'esquadra del mar del Sud a capturar-lo. Una altra nau va ser capturada per l'armada, alhora que els neerlandesos aconseguien enfonsar el galió San Diego, de tres-centes tones, morint el general Juan Velasco, fill del virrei.
El 7 de novembre de 1600 capturaren un sampan xinès de 100 tones i el 3 de desembre feren el mateix amb un vaixell japonès carregat de ferro. Van Noort aconseguí les provisions i a canvi els donà mosquets i munició. El 14 de desembre de 1600, en passar per davant Cavite, a la badia de Manila, la flota d'Antonio de Morga els barrà el pas. La flota espanyola s'enfrontà a Van Noort i quan el patatxe San Antonio tenia quasi rendit al vaixell de Van Noort, s'incendià accidentalment, enfonsant-se. Els neerlandesos van tenir més de 50 baixes, alhora que s'acarnissaven amb els espanyols.
Després de saquejar les Filipines, van posar rumb a Borneo i Java, arribant a Djaratan el 29 de gener de 1601. A Java van carregar espècies. Després de superar el cap de Bona Esperança el 3 de maig arribaven a Rotterdam el 26 d'agost de 1601, després d'un viatge de gairebé tres anys i amb un únic vaixell, el Mauritius i només 45 dels 248 mariners que l'acompanyaven a la sortida. Els resultats econòmics van ser relativament pobres, ja que l'empresa no va tenir ni guanys ni pèrdues, però va servir d'inspiració per a les següents expedicions de corsaris, que posteriorment van dur a la formació del la Companyia Holandesa de les Índies Orientals. Aquesta expedició va completar la quarta circumnavegació de la terra, precedida per les expedicions de Fernão de Magalhães, Francis Drake i Thomas Cavendish.

### Darrers anys
El 1612, 10 anys després del seu retorn, va aparèixer a Anvers, un llibre en què Olivier van Noort narrava la seva història i que va ser publicada sota el títol de Beschrijving van de moeyelyke reis Rondom de werldaar de Globe, door Olivier van Noort, waarin zyne vreem de lotgevallen in voorkomen (Amsterdam, 1612). Una traducció francesa de l'obra es va fer el 1613 sota el títol Description du pénible voyage fait entour de l'univers ou globe terrestre parell Olivier du Noort d'Utrech, général des 4 navires. [Descripció de l'ardu viatge realitzat al voltant de l'univers o globus terrestre per Olivier du Noort d'Utrecht, general de 4 vaixells].
Entre 1620 i 1626 Van Noort va ser comandant de la guarnició a Schoonhoven. El 1627 va morir i va ser enterrat a l'església de Bartomeu de la mateixa vila.